# Pachira humilis
Pachira humilis là một loài thực vật có hoa trong họ Cẩm quỳ. Loài này được Spruce ex Decne. mô tả khoa học đầu tiên năm 1880.